# 曾蒙簡
曾蒙簡（1407年—？），原名廉，字蒙簡，以字行，江西泰和人，明朝政治人物，進士出身。

## 生平
江西鄉試第十八名。正統十年（1445年）參加乙丑科會試第十二名，殿試登進士第二甲第一名（傳臚），十年八月授監察御史，十四年十二月擢福建按察使司僉事。景泰三年十一月升湖廣左參政，天順二年十二月升浙江按察使。成化二年（1466年）正月考察闲住。

## 家族
曾祖父曾九韶，曾任黃蓬湖大使。祖父曾伯高，贈翰林院修撰。父亲曾鶴齡，曾任翰林院侍講學士。子曾追，成化戊戌科探花。